# Theatrocopia
Theatrocopia is een geslacht van vlinders van de familie tastermotten (Gelechiidae).

## Soorten
- T. elegans Walsingham, 1897
- T. roseoviridis Walsingham, 1897